# Sickerrate
Die Sickerrate (engl. leakage) ist ein Modell der Tourismusforschung zur Erklärung des Zurückfließens von Deviseneinnahmen aus dem Tourismus ins Ausland. Dies entsteht durch Import von für Touristen benötigten Gütern (etwa Lebensmittel und Getränke) oder durch Beauftragung von ausländischen Dienstleistern (Transport, Bauaufträge). Je differenzierter die Wirtschaftsstruktur des Ziellandes ist, desto höher ist die Möglichkeit der Selbstversorgung von Konsumgütern und Dienstleistungen und desto niedriger ist die Sickerrate.
Die Sickerrate kann auf zwei Arten entstehen:
- Durch Import: Wenn die touristische Nachfrage nach Standards verlangt, welche durch das Gastland nicht erbracht werden können. Insbesondere in weniger entwickelten Ländern, werden Speisen und Getränke oft importiert – entweder weil lokale Produkte nicht den erwarteten Standards entsprechen, oder weil es keine lokale Produktion der Produkte gibt. Dadurch werden Anteile des durch Tourismus geschaffenen Einkommen für den Import der nachgefragten Waren aufgewendet. Laut Angaben der UNCTAD ist die importbasierte Sickerrate bei den meisten Entwicklungsländern zwischen 40 % und 50 % der Bruttoeinnahmen, während sie für entwickelte und diversifizierte Länder zwischen 10 % und 20 % liegt.
- Durch Export: Multinationale Konzerne und große ausländische Unternehmen können einen hohen Anteil an der Sickerrate haben. Vor allem in neuen, noch nicht entwickelten Destinationen, sind sie oft die einzigen mit dem nötigen Kapital um touristische Infrastrukturen zu finanzieren. Dadurch entsteht eine Sickerrate durch Export, da die Unternehmen die Gewinne in das Ursprungsland "mitnehmen".

Eine weitere Variante entsteht durch Veränderungen der Konsummuster aufgrund erhöhter Einnahmen durch den Tourismus. Dadurch kann sich die lokale Nachfrage, auch angeregt durch das "Vorbild" der Touristen, zugunsten importierter Produkte verändern und somit die Sickerrate weiter erhöhen.
Auch wenn Gewinnabflüsse die Einnahmen durch den Tourismus reduzieren können, weist der Tourismus im Vergleich zu anderen Exportproduktionen relativ günstige Netto-Deviseneffekte auf, da man wo immer möglich, auf lokale Ressourcen zurückzugreifen sucht.